# Michałowice (przystanek kolejowy)
Michałowice – przystanek Warszawskiej Kolei Dojazdowej położony przy ul. Jesionowej w Michałowicach.
| Linia | Trasa                                                                                                 | Takt       |
| ----- | --- | ---------- |
| WKD   | Warszawa Śródmieście WKD - Michałowice - Pruszków WKD - Podkowa Leśna Główna - Grodzisk Maz. Radońska | 15/60 min. |
| WKD   | Warszawa Śródmieście WKD - Michałowice - Pruszków WKD - Podkowa Leśna Główna - Milanówek Grudów       | 30/60 min. |

## Opis przystanku

### Peron

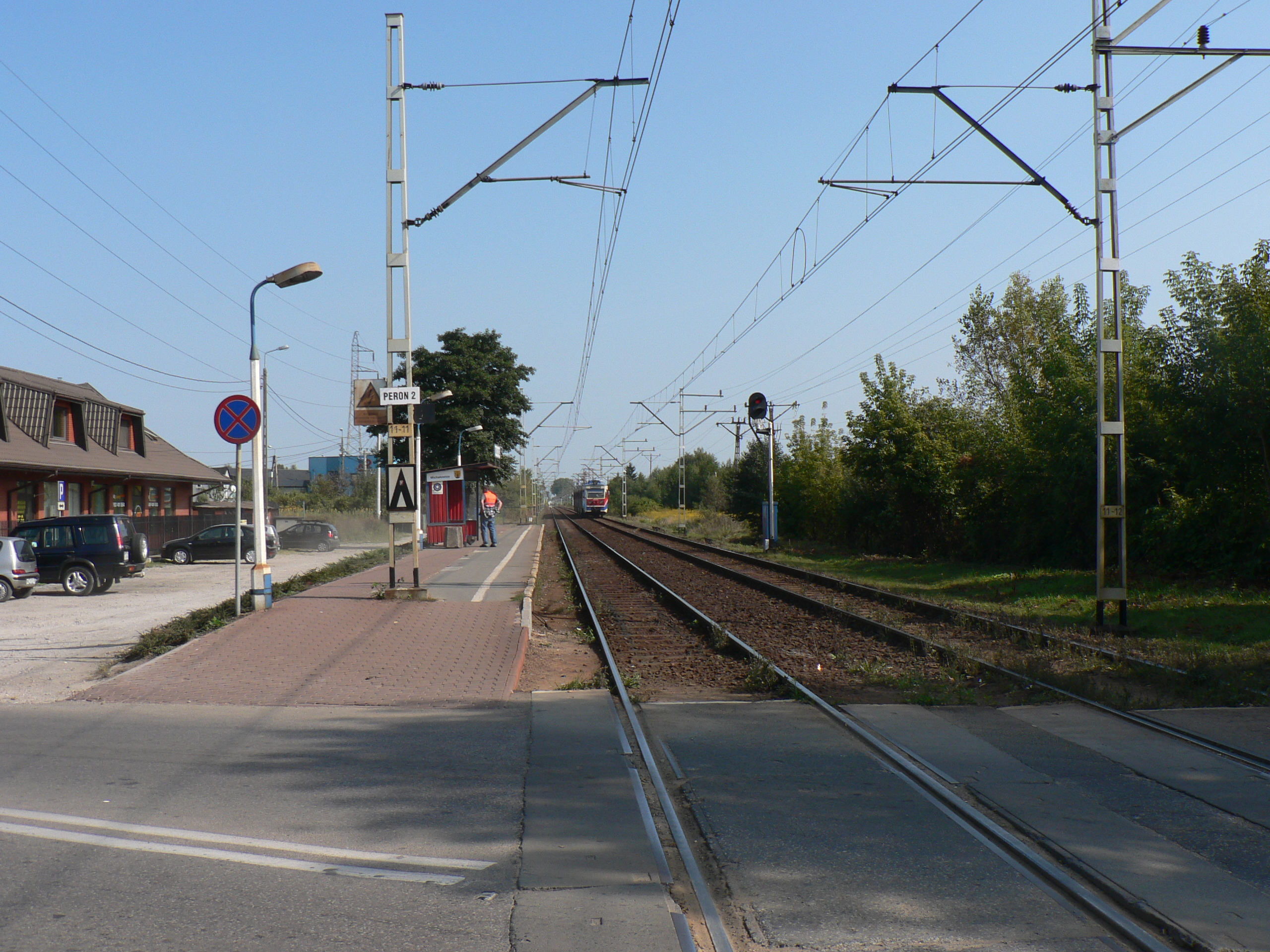
Peron w kierunku Grodziska Mazowieckiego

Przystanek składa się z dwóch peronów bocznych leżących po przeciwnych stronach ulicy. Każdy peron posiada jedną krawędź peronową.
- Na peronie 1 zatrzymują się pociągi jadące w kierunku Warszawy
- Na peronie 2 zatrzymują się pociągi jadące w kierunku Grodziska Mazowieckiego.

Na peronach znajdują się  dwie blaszane wiaty przystankowe 

### Punkty sprzedaży biletów
Na przystanku znajduje się pełnozakresowa kasa biletowa. Mieści się przy peronie drugim.

### Przejazd kolejowo-drogowy
Pomiędzy peronami znajduje się przejazd kolejowo-drogowy. Położony jest w ciągu ul. Jesionowej.
W roku 2022 wymiana pasażerska na przystanku wyniosła 500-699 osób.